# 烏爾曼工業化學百科全書
《烏爾曼工業化學百科全書》（英語：Ullmann's Encyclopedia of Industrial Chemistry）是一部工業化學相關參考書，以英語和德語出版。截至2016年，它已是第七版。第1版於1914年由弗里茨·烏爾曼以德語出版。第4版於1972年至1984年出版，共25卷。第5版於1985年至1996年出版，首次有英文版本。1997年，第一個在線版本問世，並且至少每隔一個月更新一次。截至2016年，第7版出版，共40卷，其中包括一個索引卷。
工業化學是對化學的研究，對關鍵過程的工程和維護具有較高的數學和物理學教育水平。工業化學家通過創新智能和品質管理，在研究化學和化學工程領域加強了新材料研究與製造開發之間的聯繫。
主題領域包括：無機和有機化學、藥物、聚合物和塑料、金屬和合金、生物技術和生物技術產品、食品化學、過程工程和單元操作、分析方法、環境保護等。